# 哆啦美與哈囉小恐龍
哆啦美與哈囉小恐龍（ドラミちゃん ハロー恐竜キッズ!!）是一部哆啦A夢附篇電影。以哆啦A夢的妹妹哆啦美為主角。公映於1993年3月6日，與《大雄與白金迷宫》同時上映。原作者藤子·F·不二雄。監督為原恵一。片長為40分鐘。

## 故事概要
22世紀，頑皮的世修（太田淑子 配音）站在高樓外延觀察小鳥孵化，險些摔下去，這可真嚇壞了哆啦美（橫澤啟子 配音）。在此之後，世修堅決不相信朋友所說的關於“鳥類是恐龍後代”的理論，決定到白堊紀時代去探查一番。他和朋友們以及哆啦美乘坐時光機，遇到了保護恐龍和維護環境的機器人守護者，經歷了一小段的冒險，他們的汽車被龐大笨拙的雷龍踩壞。夥伴們完全沒有辦法，只得步行尋找回家之路。而在這個充滿龐然大物和掠食者的陌生世界，他們能否安全返回22世紀呢？

## 主要登場人物
| 角色   | 日本配音員 | 介紹                         |
| ------ | ---------- | ---------------------------- |
| 哆啦美 | 橫澤啟子   | 詳細見哆啦美。               |
| 世修   | 太田淑子   | 詳細見野比世修。             |
| 見吉   | 山口勝平   | 小夫的玄孫                   |
| 安東   | 櫻井敏治   | 胖虎的玄孫                   |
| 小助   | 大谷育江   | 白堊紀的一隻剛出生的小慈母龍 |

## 主題歌
| 歌曲         | 作詞     | 作曲     | 编曲     | 演唱     |
| ------------ | -------- | -------- | -------- | -------- |
| 哈囉！哆啦美 | 吉元由美 | 菊池俊輔 | 菊池俊輔 | 山野智子 |